# Somatidia grandis
Somatidia grandis är en skalbaggsart som beskrevs av Thomas Broun 1893. Somatidia grandis ingår i släktet Somatidia och familjen långhorningar. Inga underarter finns listade i Catalogue of Life.